# Berlín 1905
Berlín 1905 (v německém originále Unter den Linden – Das Haus Gravenhorst) je německý romantický historický televizní seriál. Třináctidílnou sérii režírovali Matthias Tiefenbacher (8 dílů), John Delbridge (3 díly) a Michaela Zschiechow (2 díly) podle scénáře Christiana Pfannenschmidta. Premiérově ji uvedla stanice Sat.1 od 16. července do 8. října 2006. V českém znění seriál uvedla TV Barrandov na stanici Kino Barrandov od října 2018.

## Děj
Příběh z počátku 20. století sleduje životní příhody bohaté berlínské dynastie Gravenhorstů, kteří vlastní továrnu na čokoládu. A také osudy jejího služebnictva. Manželé Charlotte a Arthur Gravenhorstovi si rozhodně nežijí špatně. Tíží je ale hrozba úpadku továrny, protože strýc Eugen požaduje vyplacení celého svého podílu ve firmě. Když se jejich starší syn vrátí z dvouletého pobytu u Eugena v Kamerunu domů, matka se jej snaží dotlačit k zásnubám s Christinou, dcerou ocelářského magnáta Huga Olearia, aby tak rodinnou firmu zachránil. Mezitím se Anna, která se zotavovala po nehodě kočáru v domě Gravenhorstů, snaží získat místo služebné, v čemž naráží na odpor jiné služebné Pauliny, jež neváhá podvodem Annu pošpinit, když však vyjde pravda najevo, musí z domu odejít a Anna ji nahradí. Juliovy námluvy nedopadnou dobře, Olearius jeho žádost o ruku Christine odmítne. Julius se nevzdává, ale projeví se u něj příznaky tropické malárie, kterou si přivezl z Kamerunu. S Anninou pomocí se mu uleví, ale nikdy se zcela neuzdraví.
Mladší syn Alexandr se přizná, že ukradl otcovy peníze, Arthur jej zavrhne a vypudí z domu. Arthurův bratr Paul naštěstí pomůže rodině z finančních problémů, protože vhodně investoval svůj díl dědictví. Komorná Ida se snaží pomoci paní domu přesvědčit manžela, aby vzal Alexandra na milost, ale zatím bez úspěchu. Komorník Carl mezitím sní o manželství s kabaretní zpěvačkou Gretou, ta však dává přednost muži, který by ji zajistil, a tak pozvání od Paula. Nešťastného Carla se snaží utěšit kuchařka Emma. Mezitím se dcera Gravenhorstových Friederika spolu se služebnou Annou zúčastní shromáždění rozmáhajícího se sociálního hnutí, které rozežene policie a Friederika skončí ve vazbě, odkud ji musí rodiče dostat.
Významnou událost má představovat ohlášená návštěva císaře Viléma II., během příprav ovšem zkolabuje kuchařka Emma a zaskočit ji musí služebná Anna. Nakonec však císař svoji cestu odvolá kvůli manželčinu onemocnění. Komorná Ida zjistí, že Friederike Gravenhorstová má milostné pletky s kočím Hermanem. Rodiče pošlou Friederike na návštěvu k pratetě do Anglie, aby tam přišla na jiné myšlenky. Mladšího syna Alexandra čeká vojenský soud kvůli zakázanému souboji a je propuštěn ze své služby v armádě. Rodina jej přijme zpět doma a dá mu příležitost v rodinné firmě. To se ovšem nelíbí staršímu bratrovi Juliovi, strýc Paul jako vlastník většinového podílu v továrně jim však pohrozí a přinutí je ke spolupráci. Julius se také usmíří s Christine Oleariovou po jejím návratu z ozdravného pobytu ve Švýcarsku, postupně si s ní ale přestává rozumět a začíná se sbližovat se služebnou Annou, zatímco Christine najde náhradu u mladšího z bratrů Alexandra. Friederice už se po návratu nedaří oživit svůj vztah s kočím Hermanem, rodinu ovšem překvapí strýc Paul oznámením svojí zamýšlené svatby s kabaretní zpěvačkou Gretou.

## Hlavní postavy a obsazení
| Annekathrin Bach       | Anna Merthinová, služebná                                                 |
| Anna Böttcher          | Auguste „Guste“ Kilianová, služebná                                       |
| Nina Bott              | Friederike „Fritzi“ Gravenhorstová, dcera Arthura Gravenhorsta            |
| Greta Galisch de Palma | Christine Oleariová, dcera Huga Oleariuse                                 |
| Peer Jäger             | Carl Bloom, komorník                                                      |
| Horst Krause           | Hugo Olearius, bohatý podnikatel                                          |
| Ramona Kunze-Libnow    | Emma Putlitzová, kuchařka                                                 |
| Peter Prager           | Arthur Gravenhorst, majitel továrny na čokoládu                           |
| Mignon Remé            | Charlotte Gravenhorstová, manželka Arthura Gravenhorsta, paní domu        |
| Tim Sander             | Alexander Gravenhorst, armádní důstojník, mladší syn Arthura Gravenhorsta |
| Jaecki Schwarz         | Paul Gravenhorst, bratr Arthura Gravenhorsta                              |
| Katharina Stemberger   | Ida Schönhauerová, komorná                                                |
| Manon Straché          | Greta Clavue, kabaretní zpěvačka                                          |
| Tom Wlaschiha          | Herman Pikeweit, kočí                                                     |
| Matthias Ziesing       | Julius Gravenhorst, starší syn Arthura Gravenhorsta                       |